# Larikan
Larikan is een bestuurslaag in het regentschap Pekalongan van de provincie Midden-Java, Indonesië. Larikan telt 1445 inwoners (volkstelling 2010).